# Княжнин, Яков Борисович
Я́ков Бори́сович Княжни́н (3 [14] октября 1740 [по другим источникам — 1742], Псков — 14 [25] января 1791, Санкт-Петербург) — русский писатель

, один из крупнейших драматургов русского классицизма. Член Императорской Академии Российской (1783).
В 1780-е и 1790-е княжнинские пьесы, как оригинальные, так и переводные, составляли основу репертуара русских театров. Его произведения проникнуты пафосом патриотизма, а в последней пьесе «Вадим Новгородский» заявлена тема тираноборчества. Это произведение стало одной из мишеней екатерининской реакции 1790-х.

## Детство и юность
Княжнин родился в дворянской семье псковского вице-губернатора Б. И. Княжнина. Воспитывался дома до 16 лет, а затем был отвезён в Петербург, в гимназию при Академии наук, под руководство профессора Модераха, где пробыл семь лет. Содержатель пансиона Лови учил его французскому, немецкому и итальянскому языкам. Ещё в школьном возрасте Княжнин начал литературную деятельность, сочиняя оды и мелкие стихотворения.
По окончании курса поступил в Иностранную коллегию юнкером, был назначен переводчиком, служил в канцелярии, занимавшейся строением домов и садов, но скоро перешёл на военную службу и был адъютантом при дежурном генерале.

## Первые опыты
В 1763 году в Санкт-Петербурге была поставлена мелодрама Княжнина «Орфей». Музыка Федерико Торелли к этой пьесе, написанная в 1781 году, успеха не имела. В 1792 году музыку к «Орфею» Княжнина написал Е. И. Фомин — по словам современника, он «талантом своим помрачил прежнюю музыку совершенно и оставил незабвенную по себе память».
В 1769 году Княжнин выступил со своей первой трагедией «Дидона», поставленной сначала в Москве, а затем в придворном театре в присутствии самой императрицы Екатерины II. Благодаря этой трагедии Княжнин близко познакомился с А. П. Сумароковым и женился на его старшей дочери — первой русской писательнице, опубликовавшей свои произведения в печати. В течение трёх лет Княжнин написал трагедию «Владимир и Ярополк» и комические оперы «Несчастие от кареты» и «Скупой» (музыка Василия Пашкевича, поставлены на сцене театра Карла Книпера). Тогда же он перевёл роман Мадам де Тансен «Несчастные любовники, или Истинные приключения графа Коминжа» (СПб., 1771).

## Падение и новый взлёт
В 1773 году за совершённую по легкомыслию огромную по тем временам растрату почти в 6000 рублей Княжнин был отдан под суд военной коллегии, которая присудила его к смертной казни, заменённой разжалованием в солдаты. Однако императрица простила его, и в 1777 году ему вернули капитанский чин. За это время Княжнин перевёл «Генриаду» вольнодумца Вольтера и несколько трагедий Корнеля и Кребийона.
В 1781 году Княжнина пригласил к себе на службу И. И. Бецкой, настолько доверявший ему, что все бумаги проходили через руки его нового секретаря. Среди прочего Княжнину принадлежит редакция известной записки Бецкого об устройстве Воспитательного дома.
В 1784 году, когда в Санкт-Петербурге была поставлена его трагедия «Росслав», публика пришла в такой восторг, что непременно хотела видеть автора. Однако скромный Княжнин не решился выйти на сцену, и за него изъявлял благодарность публике исполнитель главной роли Иван Дмитревский.

## Успех
С этих пор дом Княжнина становится литературным центром, а сам Княжнин — членом Российской Академии (1783) и приобретает благосклонность княгини Е. Р. Дашковой. Когда императрица Екатерина заказывает трагедию Княжнину, тот в три недели пишет «Титово милосердие» — намёк на прощение его растраты. Затем в течение 1786 года появляются трагедии «Софонисба» и «Владисан», а также комедия «Хвастун». В то же время Княжнин успевает давать уроки русского языка в Сухопутном шляхетском корпусе.
В дальнейших работах для театра Княжнин на долгое время сосредоточился на комедии и комической опере («Сбитенщик», «Неудачный примиритель», «Чудаки», «Траур, или Утешенная вдова», «Притворно сумасшедшая»).

## «Вадим Новгородский»
Только в 1789 году Княжнин снова пишет трагедию — «Вадим Новгородский», но не решается отдать его на сцену по политическим мотивам. Французская революция и вызванная ею реакция при русском дворе подсказали Княжнину, что выступать с произведением, где основатель русской государственности трактуется как узурпатор и восхваляется политическая свобода, было бы в такой ситуации неуместно. О трагедии знали только близкие к Княжнину люди, и поэтому он не лишился благосклонности императрицы. Более того, она приказала отпечатать собрание сочинений Княжнина за казённый счет и отдать автору.
Смерть Княжнина 14 января 1791 года от простуды избавила его от крупных неприятностей, которые угрожали ему за его последнюю трагедию. Эта пьеса вместе с другими бумагами Княжнина попала к книгопродавцу Глазунову, а от него к княгине Дашковой. Княгиня Дашкова была в это время не в ладах с императрицей и не без умысла напечатала в 1793 году «Вадима». Вольнодумство трагедии тут же заметил И. П. Салтыков, в результате чего пьеса была уничтожена как в отдельном издании, так и в 39-й части «Российского Феатра». Разошедшиеся экземпляры в течение нескольких лет конфисковывались у книгопродавцов и читателей.
В эпоху романтизма смерть Княжнина было принято объяснять переживаниями по поводу постигшей его опалы. «Радищев был сослан в Сибирь, Княжнин умер под розгами, и Фонвизин не избегнул бы той же участи», — полагал Пушкин. Похоронен на Смоленском кладбище Санкт-Петербурга; в 1832 г. его сын поставил на могиле новый памятник с эпитафией собственного сочинения: «Творенья Княжнина Россия не забудет. / Он был и нет его. Он есть и вечно будет»; в 1950-е годы могильный камень перенесён в Александро-Невскую лавру на Лазаревское кладбище — Некрополь XVIII века (V уч.).

## Оценка творчества
Не ограничиваясь подражанием европейским образцам, Княжнин часто заимствовал целые тирады, преимущественно из французских классиков, а иногда просто переводил их пьесы без указания источника. В конце 1780-х молодой Крылов, оскорблённый женой Княжнина, Екатериной, ответил комедией «Проказники», в которой вывел Княжнина в образе самовлюблённого писателя Рифмокрада и безжалостно высмеял всю его семью. Княжнин получил репутацию подражателя, крадущего сюжеты у западноевропейских авторов. За ним утвердился данный Пушкиным эпитет «переимчивый Княжнин». Следует однако помнить, что в европейской литературе заимствование сюжетов из других античных сюжетов считалось не просто обычным делом, но даже почти достоинством. Современники не ставили ему в упрёк даже оперу «Сбитенщик», хотя это в сущности копия с аблесимовского «Мельника».
Наиболее оригинальные пьесы Княжнина — это «Вадим Новгородский» и «Росслав», хотя и в последней трагедии, по замечанию Мерзлякова, Росслав (в 3 явлении 3 акта) «как молотом поражает Христиерна высокими словами, заимствованными из трагедий Корнеля, Расина и Вольтера».
В «Дидоне» Княжнин подражал Лефран-де-Помпиньяну и Метастазио; «Ярополк и Владимир» — копия с «Андромахи» Расина; «Софонисба» заимствована у Вольтера; «Владисан» повторяет «Меропу» Вольтера; «Титово милосердие» — почти сплошной перевод из Метастазио; «Хвастун» — почти перевод комедии де Брюйе «L’important de cour»; «Чудаки» — подражание «L’homme singulier» Детуша.
Хронологически Княжнин является вторым русским драматургом после своего тестя Сумарокова. Княжнин больше Сумарокова страдает склонностью к риторике, но вместе с тем обладает большой технической виртуозностью. Целый ряд его стихов становился ходячими цитатами у современников: «Тиранка слабых душ, любовь — раба героя; коль счастья с должностью не можно согласить, тогда порочен тот, кто счастлив хочет быть»; «Исчезнет человек — останется герой»; «Да будет храм мой — Рим, алтарь — сердца граждан»; «Тот свободен, кто, смерти не страшась, тиранам не угоден» и т. п.
Ещё важнее внутреннее достоинство трагедий Княжнина — построение многих пьес преимущественно на гражданских мотивах. Правда, герои Княжнина — ходульные, но они пылают благородством и в своих сентенциях отражают философию эпохи Просвещения.
Лучшие комедии Княжнина, «Хвастун» и «Чудаки», также не лишены достоинств. Несмотря на заимствования, Княжнину удалось придать им много русских черт. Так как в них риторика была не нужна, то язык, которым говорят действующие лица комедий, вполне простой, разговорный, несмотря на рифмованные стихи. Комедии были главным образом направлены против французомании, тщеславия, желания «казаться, а не быть», отчасти против сословных предрассудков и т. д.

## Семья
Княжнин был женат на одной из первых русских писательниц, Екатерине Александровне Сумароковой (1746—1797), дочери драматурга А. П. Сумарокова. В браке имели трёх сыновей и дочь:
- Владимир Яковлевич (176? —1837), занимался литературой вместе со своим родственником В. Д. Философовым, под псевдонимами «В. Вофосолиф и В. Нинжянк»; перевел роман Жорж Санд «Симон» (опубликован в 1838 году).
- Анна Яковлевна, выпускница Императорского воспитательного общества благородных девиц (4-й выпуск, 1785).
- Александр Яковлевич (1771—1829), генерал-лейтенант; драматург и поэт.
- Борис Яковлевич (1777—1854), генерал от инфантерии, сенатор.
- Ипполит Яковлевич (01.04.1778[11]— ?), крещен 2 апреля 1778 года в Симеоновской церкви при восприемстве брата Александра.